# Scudo inglese

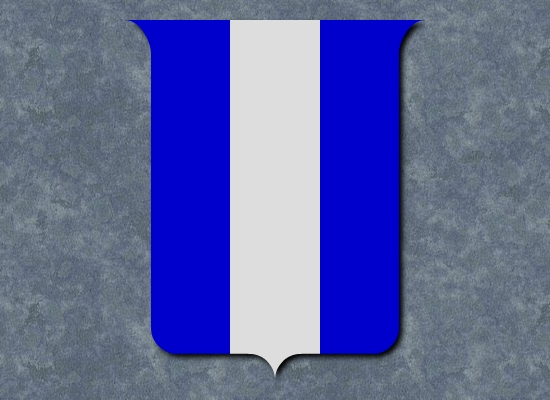
Scudo inglese interzato in palo d'azzurro, d'argento e d'azzurro

Lo scudo inglese deriva direttamente dallo scudo sannitico al quale vengono aggiunte due piccole sporgenze triangolari alle estremità del lato superiore.

## Traduzioni
- Francese: écu anglais
- Inglese: shield (English)
- Tedesco: englischer Schild
- Spagnolo: escudo inglés
- Olandese: Engels schild